# Медицина у Азербејџану
Медицина у Азербејџану служи за заштиту здравља и просперитета грађана. Реформе у сфери медицинске заштите и усмеравање здравственог система део су глобалног програма стратешког развоја економске и социјалне инфраструктуре. Овај програм заснован је на принципима успостављања демократског друштва високог живота са тржишном економијом.

## Рана историја
Историја медицине у Азербејџану има дубоке корене. Древни људи веровали су у врачање као начин борбе против разних болести. Резбарије и пиктограми из каменог доба у пећини Азикх приказују доказе овог веровања.
Ови људи су користили лековите биљке за лечење различитих болести. Њихово искуство се развило у оно што је познато као традиционална медицина. Подела између усмене и писане гране традиционалне медицине настала је проналаском писања.
Богата флора Азербејџана привлачила је пажњу лекара и научника од давнина. Разне лековите биљке коришћене су за профилаксу и лечење. Семе, корење, цветови и листови ових биљака коришћени су у лечењу. Жене су лако уочавале утицај воћа, поврћа и лековитог чаја на организам и њихов утицај на кашаљ, крварење, болове, дијареју и друге болести.
Из древних рукописа познато је да су користили не само биљке, већ су били упознати и са хирургијом, лечењем неоплазме и постављањем сломљених костију. На пример, Нариман Нариманов је пронашао људску лобању из 4. миленијума пре нове ере (бронзаног доба) са траговима трепанације на њој у Агдамском рејону. Године 1971. археолог Х. Кесеменли пронашао је лобању из касног бронзаног и раног гвозденог доба на којој је вршена трепанација у Дашкесанском рејону. Р. Гасимова, која је истраживала лобању, рекла је да је изведена вештачка трепанација у близини споја паријеталне и фронталне кости.
Године 1958. у гаракепектепском селу Муган током археолошких ископавања пронађени су бокали датирани из 6. века пре нове ере са спаљеном Rutaceae који су се користили као лек за реуматизам, грознице и профилактике разних болести.
Ароматерапија је такође била широко распрострањена. Веровало се да мирис дуња јача телесну енергију. Лимун је коришћен за прилагођавање нервног система, а јабука за стимулацију рада мозга.
У давним временима постојала је активна културна размена између Азербејџана и становника Месопотамије. Сезамово уље и крокус су увезени из Сумера. Постоје информације о лековима у Авести, светој књизи зороастризма и древном споменику људи Азербејџана и Ирана. Такође је записано да лекар има три оружја: реч, биље и нож. Лекар који је лечио речима и сугестијама сматрао се најбољим у то време.
Медицина кавкаске Албаније, чији се потомци сматрају Азерима, такође се развијала. Тамо су засађене лековите биљке из Римског царства. Дела Хипократа и Галена била су тамо популарна због ширења хришћанства и грчког језика. Неко знање о медицини предавало се у верским школама и црквама.

## Развој медицине у средњем веку
У овом периоду медицина се брзо развијала, о чему сведоче и археолошки налази. На пример, пронађене су полиране мермерне посуде за антимон и златне четке за наношење, коришћене као лек против кашља у средњем веку. Болесници су пили вино из ових чаша од антимона. Разне стаклене посуде које се користе за припрему и чување лекова, а које су алхемичари користили у традиционалној медицини и фармакологији, пронађене су у Шамахију током ископавања. Ова открића потврђују да су се људи у Азербејџану бавили фармацијом у средњем веку.
Према Фариду Алакбарлију, историчару, турска традиционална медицина Turkachare, слична шаманизму и лечењу биљем, почела се ширити у 4. веку нове ере уласком турских племена у Азербејџан. На турском су се лекари звали гам, што је значило шаман или отачи што је значило травар. Биље се звало ота. Богиња Оленг се сматрала заштитницом лекара.
Ширван, где су углавном живели Албанци и Иранци, окупирали су Арапе. Науке и култура су се развиле услед међусобног утицаја култура као дела јединственог калифата. Изграђени су универзитети, опсерваторије, библиотеке, џамије и болнице. Примећује се напредак медицине, наиме у исламском периоду. У то време у Азербејџану је функционисала медреса у којој су се учили арапски и перзијски језици, религија, математика, калиграфија, историја и књижевност. Тамо се такође предавала медицина и алхемија. Малхам медреса у Шамахију била је једна од најпознатијих медреса тог доба. Истакнути научник и лекар Омар иб Осман, стриц угледног перзијског песника, водио је ову образовну установу.

Копија дела Канон медицине, написаног на арапском језику, доктора Ибн Сине, познатог у Европи као Avicenna, који је такође боравио у Азербејџану, где је прикупљао информације о медицини, пронађена је међу осталим рукописима о лек. У свом делу Ибн Сина је писао о насељу Сабуркхаст у Азербејџану. Ова копија The Canon настала је у Багдаду 1143. и сматра се једним од најстаријих рукописа у сфери фармакологије и медицине на свету и најстаријим у Азербејџану. Широко се користио у целом исламском свету и у хришћанској Европи и увелико је утицао на развој медицине. У њему се налазе описи стотина лекова.
- Копија дела Канон медицине, написаног на арапском језику лекара Ибн Сине 1030. године, и израђеног 1143, у Багдаду. Институт за рукопис Азербејџана националне академије наука, у Бакуу.

Бахмањар (преминуо 1067) је ученик Ибн Сине, такође познат међу научницима 11. века. Бавио се медицинским питањима у свом филозофском раду at-Tahsil (Understanding).

Копија рукописа Al-Magala as-Salasun (The thirteenth treatise) коју је у 13. веку написао Абу ал-Гасим ал-Захрави, угледни научник из Андалузије, који је у Европи био познат као Абулгасис (преминуо 1013) такође је из Азербејџана. То је један од најстаријих рукописа ове књиге. У њој је поменуто око 200 хируршких инструмената. Тамо су такође били објашњени њихови задаци. Рад је утицао на развој хирургије како на истоку, тако и у Европи. Професор Зија Бунијатов превео га је на руски језик, а након што је објављен у Москви 1983.
- Копија рукописа Al-Magala as-Salasun (The thirteenth treatise) коју је у 13. веку написао Абу ал-Гасим ал-Захрави, угледни научник 11. века. Институт за рукопис азербејџанске националне академије наука, у Бакуу.

Средњовековни лекари су упозоравали болесне људе од умора. На пример, Махмуд ибн Иљас, лекар који је живео у 12. веку, саветовао је нервозне људе да слушају мугам.
Медицина се снажно развијала у 13. веку у Селџучком царству азербејџанских Атабега. Готово сваки источни научник и филозоф имао је посла у медицини. Становници различитих области Азербејџана састављали су, преписивали и истраживали књиге у медицини, укључујући споменике 14—18. века. У медицини постоји више од четиристо рукописа на азербејџанском, арапском, перзијском и турском језику, оба написана на територији модерног Азербејџана, а донета из различитих области у институт за рукописе Мухамеда Фузулија азербејџанске националне академије наука у Бакуу. Према Коичиру Мацууру, бившем генералном директору Унеска, ова колекција показује улогу Азербејџана у развоју светске медицине.
Zahirai Nizamshahi који је написао Рустам Јурјани у 13. веку, такође је делимично истражен у Азербејџану. Његов рукопис је копиран у 16. веку и чува се у бакуском институту за рукописе. Било је описа фармацеутског биља, супстанци животињског порекла, минерала и неких сложених лекова. Рукопис није пронађен ни у једном другом складишту на свету и постоји само у Азербејџану.
- Копија 16. века Zahirai Nizamshahi коју је написао Рустам Јурјани у 13. веку. Институт за рукопис азербејџанске националне академије наука, у Бакуу.

Рад About treatment science Махмуда ибн Илиаса (14. век) у којем су такође познате основне медицинске идеје, симптоми и разлози одређених болести.
Јусиф Гарабаги, азербејџански лекар из 16. века, који је дошао из Карабаха, написао је многе медицинске расправе, а такође и Explanations and interpretations of The Canon of Medicine. Дуго је живео у средњој Азији и предавао у Самарканду.
Мир Мухамад Момин, дворска фигура код Сафавида, написао је неколико дела на перзијском језику, укључујући Tohfat al Mominin 1669. У раду су написани описи више од 4000 биљака, животиња, минерала и других састојака који се користе у медицини. Момин је детаљно описао сваку биљку, њене специфичне карактеристике, где се може брати, друге области у којима се користи и њено име на другим језицима као што су кинески и хинди.
Мухамед Јусиф Ширвани је 1712. написао Tibbname на азербејџанском језику. Будући да је био лековит лекар, Ширвани је саветовао употребу природних минерала за лечење, на пример, трљање поморанџине коре због умора у врату. У овом раду је такође записано да почивалиште болесних мушкараца треба украсити цвећем у светлоплавим, зеленим и белим нијансама. Значи да је чак и боја имала велику важност у делима средњовековних исцелитеља.
Генерално, у 17—18. веку, азербејџански научници као што су Муртузагулу Шамлу (сексолог), Абдуласан Марагаи, фармаколози као што су Хасан Рза оглу Ширвани, Хаџи Сулејман Иравани, написали су бројна дела из области медицине и фармакологије. Описане су 724 врсте лековитих биљака.

## Развој медицине у 19. и почетком 20. века
У раном 19. веку, када су се кавкански канати Азербејџана придружили Русији и јужном Ирану (Табриз, Ардабил и други), азербејџанска заједница у Ирану наставила је да постоји под утицајем перзијске и генерално читаве исламске културе, али азербејџанска заједница у Руској Империји (касније Совјетски Савет) развијала се под утицајем европеизиране секуларне руске културе (углавном у совјетско време). Медицина у два региона развијала се на два различита начина.
У Азербејџану није било апотеке сличне европској до 1828. године. Током владавине Русије у Азербејџану су основане такве болнице и апотеке као и на целом Закавказју, где су руски лекари примењивали своје вештине.
Абдулкалиг Акундов основао је научна истраживања у историји медицине у Азербејџану. Проучавао је и преводио познату фармацеутску енциклопедију коју је у 9. веку написао Абу Мансур Карави са перзијског на немачки језик. Након тога, књига је објављена у Немачкој. Такође је одбранио дисертацију из историје медицине на Универзитету у Тартуу. Године 1895. др. Мамад Вакилов, др. Керимбеј Мехмандаров и други основали су Бакуов савез медицине.
Хасан бег Зардаби и Мирза Фатали Акундов користили су знање у медицини у својим делима за изражавање филозофских идеја. Акундов је био један од првих који је поступио против традиционалних исцелитеља. Био је аутор радова о хигијени и санитацији. Зардаби је такође имао важну улогу у развоју медицине. Био је први Азербејџанац у сфери природне историје и социјалдарвинизма.
Будући да је аутор Akinchi, првог азербејџанског часописа у руском царству, Зардаби заједно са Акундовом радио је на радовима око маларије. Његова књига Hygiene први је научноистраживачки рад о медицини у сфери хигијене у Азербејџану. Објављен је 1914. године.
Понекад су лекари пружали бесплатну помоћ болесним мушкарцима. Током девастације колере у Нахчивану, 1847. године, Мирза Насрула Мирза Али оглу је без накнаде лечио и азербејџанске и јерменске болеснике, због чега је био поштован међу људима.
Упоредо са тим, у то време су функционисале и апотеке у којима се продавало биље увезено из Ирана и Индије. Такве апотеке су биле у сваком граду Азербејџана: Баку, Шамахи, Шуши, Агдам, Нахчиван, Лахиј, Ордубад, Саљан, Ланкаран итд. Мир-Баба Мир-Абдула оглу, отац угледног азербејџанског књижевника Јусиф Вазир Чаманзаминли имао је апотеку у Агдаму. У његовој апотеци продате су 142 врсте лекова, од којих је више од 100 направљено од лековитог биља. Сам Чаманзаминли, син фармацеута, описао је свакодневни живот и праксе азербејџанских исцелитеља из 19. века у својој приповеци The Doctor.
Такве апотеке су углавном биле у иранском Азербејџану. Почетком 20. века лечење биљем било је довољно за ширење метода лечења у држави, али исцелитељи су појаву нових, савремених лекова доживљавали као нешто чудно.
Популарни азербејџански часопис тог доба Molla Nasraddin, који је био од велике важности у медицинском образовању, критиковао је такве остатке прошлости, исмевао заосталост исцелитеља тог доба, њихов не знајући третман модерног знања у медицини. На пример, карикатура Holy Bukhara (сликао је Азим Азимзаде ) дата је у 20. броју часописа (1911). Овде је слика Бухара емира, који сумњичаво примењује препоруке лекара о новом леку.

## Медицина у Азербејџанској Демократској Републици
Године 1918. Азербејџанска Демократска Република основала је Министарство здравља које је водио др. Рафјев. Тада су у Бакуу и Ганџи отворене десетине нових апотека и болница.
Многи студенти Азербејџанске Демократске Републике послати су на школовање у иностранство, углавном у Немачку, Санкт Петербург, Москву, Кијев и друге градове, где су учили медицину.
Године 1919. у Бакуу је основан државни универзитет са медицинским факултетом. Професор В. И. Разумовски, угледни хирург, постао је први председник (до 1920). Тамо се предавала и историја медицине. Основао је прву припремну комисију на кратак период. Пријемни испити су одржани у августу исте године и тако је прикупљен први курс студената, будућих лекара.
Међу првих 29 алумнија медицинског факултета 2. августа 1922. била су само тројица Азербејџанаца: А. Алакбаров, Џејран Султанова и Адлија Шахтактинскаја-Бабајева, која је постала доктор наука и професор.

## Медицина у Азербејџанској ССР
Након успостављања совјетске власти, током 1920-их, апотеке, у којима се продавало биље, су затворене, а рукописи исписани арапским алфабетом су спаљени. То је био део политике совјетске силе спроведене против ислама (углавном у Азербејџану и средњој Азији).
Нариман Нариманов, који је био лекар, био је и вођа новоосноване администрације. Од 1920. до 1921. Агахусеин Казимов, а затим 1935. Мир Мовсум Гадирли били су национални комесари за здравствену заштиту у Азербејџанској ССР.
Године 1930. основан је азербејџански државни медицински институт и М. Н. Гадирли је био његов први ректор. Истакнути научници и професори као што су И. Широкорогов, С. Давиденков, Ф. Илин, Лев Левин, Н. Ушинки, Малиновски и други дали су велики допринос развоју института. На овом институту су дипломирали научници међу којима су М. Миргасимов, М. А. Топчубашов, А. М. Алијев, И. М. Исмајилзаде и други, који су азербејџанској медицини донели славу.
Генерално, од 1920. до 1940. у Азербејџану је основано стотине поликлиника, болница и апотека. Академици попут Мирасадуле Миргасимова и Мустафе Топчубашова и професори попут Алибеја Алибејова, Камила Балакишијева и други били су светски познати научници и лекари Азербејџана.

## Медицина у Азербејџанској Републици
У првим годинама независности ситуација у здравству била је веома лоша у Азербејџану. Влада би могла да одржи здравствени систем само уз подршку међународних организација. Потребна медицинска опрема, недостатак лекова био је велики проблем.
Нова фаза у развоју медицине започела је након што је Азербејџан стекао независност. У сфери здравства успостављено је више од десет закона. У марту 1998. године, Хејдар Алијев, бивши председник Азербејџана, потписао је смерницу „О успостављању државног комитета за реформе у сфери здравства”. У земљи је успостављена јединствена државна политика, а побољшан је и квалитет медицинске услуге становништва. Чим су прихваћени здравствени програми који су обухватали поправку и рехабилитацију медицинских установа, обезбеђивање опреме, обезбеђивање и лечење грађана бесплатним лековима и препаратима, прихваћени су дијагностички центри у регионима, посебно покривеност деце свим медицинским услугама. Данас су медицински центри и савремена фармацеутска индустрија Азербејџана створени на нивоу светских стандарда. У земљи је развијен национални план против болести попут сиде и туберкулозе. Године 2001. потписан је смерник о обележавању 17. јуна као празника послодаваца у здравству. Године 2004. основано је азербејџанско удружење историчара медицине које је 2005. било укључено у међународну унију историје медицине са седиштем у Паризу. Прва национална конференција удружења одржана је 1. и 2. фебруара исте године у Бакуу. Последњих година фондација Хејдар Алијев покренула је низ пројеката о лечењу дијабетеса, таласемије, кампања давања крви и заштити здравља мајки и детета.
У Азербејџану послује око 870 приватних медицинских компанија и 2300 фармацеутских организација. Здравствени систем у савременом Азербејџану укључује углавном примарну здравствену заштиту, амбулантне и стационарне услуге.
Године 2012—2013. у земљи је реализовано једанаест приоритетних здравствених програма у укупном износу од 387,7 милиона маната. Године 2013. износ средстава додељен здравственом систему из државног буџета повећан је једанаест пута у поређењу са 2003. На основу овог раста створено је или обновљено до 500 здравствених установа. Распон најважнијих залиха лекова повећан је са 60 на 166. Током последњих десет година, стопе смртности су се смањиле; природно становништво расте повећано.
У оквиру кампање за превенцију болести „Месец здравља”, коју је Министарство здравља организовало у децембру 2012. под слоганом „За здрав живот”, медицинским установама које обављају профилактичке прегледе обезбеђена је потребна опрема и реагенси, три милиона пацијената су проверена и лечена.
Научни хируршки центар М. Топчубашов први пут је извршио операцију на отвореном срцу за одрасле и децу у овим годинама. У републичкој клиничкој уролошкој болници названој по М. Јавадзаду трансплантација бубрега започета је почетком 2000. године.
Да би се лечили пацијенти са хроничном бубрежном инсуфицијенцијом, више од 2000 пацијената прима хемодијализу у 27 центара и имају одговарајуће лекове. Предузете су мере за побољшање квалитета медицинских услуга које се пружају мајкама и деци. Стопа смртности новорођенчади је у земљи била 16,7 2003. Године 2013. ова цифра је била 10,8. Однос материнске смртности смањио се са 18,5 на 14,9 у поређењу са 2003.
Према закону „О образовању”, обука лекара у земљи се спроводи кроз пребивалиште, прихваћено у систему медицинског образовања већине земаља света. Током 2012. године око 500 лекара је примљено на боравак у различитим специјалностима пролазећи кроз државну комисију за пријем студената. Поред тога, у периоду 2009—2012. године, 451 лекар и бабица су се обучавали у приватним и државним клиникама у иностранству током 3—6 месеци.
Обуке су организоване у Бакуу уз учешће стручњака из различитих земаља, а 1363 учесника стекло је практично знање на овим сесијама. Од 2003. донето је дванаест релевантних одлука за повећање плата медицинских радника.
У оквиру Electronic Azerbaijan покренут је државни програм „Електронска здравствена картица грађана”. Тренутно постоји око десет матичара различитих болести, јединствени регистар кадрова, систем електронског надзора заразних болести, промет дрога, диспечерска служба хитне медицинске станице и други. Министарство здравља пружило је 38 е-услуга. Одељак „Електронска услуга” створен је на званичној веб страници Министарства и постоји једанаест електронских услуга.
Министарство здравља сарађује са око 40 земаља. Поред тога, развијен је програм развоја санитарне и епидемиолошке службе за 2015—2020, који је предузео одговарајуће мере за спречавање заразних болести. Акциони план који покрива 2013—2020. борбу против неинфективних болести (као што су пушење дувана, гојазност, физичка активност, алкохолизам итд). Национални акциони план за рану превенцију и лечење дечјих поремећаја је спроведена 2014—2020.
Године 2009. уведен је нови приступ којим се настоји дефинисати број и врста особља потребног у систему на основу демографских критеријума.
У јулу 2009. влада је издала нови закон о образовању у оквиру којег је Министарство здравља морало је да припреми нацрт закона о медицинском образовању до октобра 2009. године. Азербејџански медицински универзитет једини је пружалац додипломског медицинског образовања у земљи. Неколико нелиценцираних приватних медицинских школа радило је крајем 1990-их и почетком 2000-их, али их је Министарство образовања затворило до 2005. године. У 2013. години годишње се упише око 1020 студената медицине у осам одељења.
Одељење за људске ресурсе, образовање и науку Министарства здравља, које организује планирање здравственог особља, пружа податке о слободним радним местима у здравственим установама. У складу са подацима о слободним радним местима, Министарство здравља тражи од азербејџанског медицинског универзитета да им обезбеди медицинско особље. Универзитет шаље дипломце на одговарајуће специјалистичке праксе.
Од 1. фебруара 2008. владине медицинске установе пружају бесплатну медицинску помоћ становништву, упутством које је потписао Огтај Ширинов, министар здравља Азербејџана. У новембру 2009. азербејџански лекари извели су прву операцију на срцу ради спречавања аритмије.
Током последњих година пуштене су у рад 43 нове болнице и дијагностички центри, 46 амбулантних поликлиника, четири рестаураторска центра за инвалиде и дванаест дијагностичких и здравствених центара. Године 2013. изграђено је 30 здравствених установа и пет поликлиника. Показатељи дуговечности и наталитета побољшани су због развоја лека у земљи.

### Медицинска обука
У Азербејџану постоји осам школа за негу које сарађују са Министарством здравља. Бити медицинска сестра не захтева у овој земљи високо образовање. Кандидати могу постати завршавањем школе за медицинске сестре. Дипломираним медицинским сестрама уручују се струковне дипломе. Године 2008. укупан годишњи пријем у све школе за негу био је 1950. Постдипломско образовање за медицинске сестре пружа се кроз три школе за негу које се налазе у Бакуу, Ганџи и Мингечевиру. У зависности од специјалности, оспособљавање се захтева сваких пет година. Трајање курса је од пет дана до два месеца. Године 2008. око 2200 медицинских сестара је завршило ову обуку.
Лекари би требало да учествују у обукама усавршавања сваких пет година које организује азербејџански институт. Године 2008. више од 2700 лекара је похађало различите освежавајуће обуке које је организовао институт. У исто време међународне организације попут Уницефа, United Nations Population Fund, Светске здравствене организације, агенције САД за међународни развој итд. Такође су организовале и финансирале различите тренинге о бризи о мајкама, примарној заштити и првој помоћи, планирању породице и репродуктивном здрављу, примарној заштити и јавном здравству и друге. Обуке су трајале од 22 до 30 месеци у зависности од профила специјалности.

### Санитарно-епидемиолошка служба
Јавне здравствене услуге пружају различите агенције, укључујући санитарно-епидемиолошку службу, центар за јавно здравље и реформе Министарства здравља, национални центар за сиду и друге структуре.
Санитарна епидемиолошка служба дефинише санитарне и хигијенске норме и прописи укључују воду за пиће, санитарне услове, хигијену животног и радног простора, хигијену хране као што су производња, дистрибуција, складиштење, продаја и руковање прехрамбеним производима, хигијена рада и животне средине и хигијена зрачења. Делатност службе такође укључује контролу над државним санитарним надзором и епидемиолошким истрагама, социјално-хигијенско праћење, спречавање и уклањање заразних и паразитарних болести и тровања храном, планирање санитарно-хигијенских и против епидемијских активности, преглед санитарно-епидемиолошке ситуације, контролу квалитета животне средине, физички развој и морбидитет становништва, спровођење програма о здрављу становништва.
Санитарна епидемиолошка служба састоји се од две структуре: службе инспекције санитарног епидемиолошког надзора и центра за хигијену и епидемиологију. Први контролише активност специјализованих хигијенских и епидемиолошких центара, као и спровођење државног санитарног надзора.
Хигијенски и епидемиолошки центар пружа организационо-методолошки надзор у око 83 округа и града. Центар је одговоран за хигијену и епидемиологију водног транспорта.

### Фармацеутски сектор
Од 2006. године фармацеутски сектор активно делује. Овај сектор прилагођен је законима о фармацеутској делатности и производима, промету опојних дрога, психотропних супстанци и њихових прекурсора, оснивању и деловању апотеке, аналитичком експертском центру за лекове, правилима о државној регистрацији лекова и управљању регистром, списку лекови без рецепта.
Између 1996. и 2005. године, одељење за лиценцирање и медицинску опрему Министарства здравља регистровало је и одобрило фармацеутске производе. Године 2005. основан је центар за иновације и снабдевање ради провере квалитета лекова, као и за обезбеђивање здравствених организација. Центар такође лиценцира фармацеутске субјекте.
Азербејџански индустријски парк Пиралахи је важан центар за локалну производњу фармацеутских производа.